# Matkop
De matkop (Poecile montanus, synoniem: Parus montanus) is een zangvogel uit de familie van echte mezen (Paridae).

## Kenmerken
De matkop is maar klein, ongeveer het formaat van een pimpelmees. Hij lijkt zeer veel op de glanskop. Men noemt matkop en glanskop daarom wel  tweelingsoorten. Het verenkleed is aan de onderzijde lichtbruin en aan de bovenzijde en op de kop iets donkerder. Slechts een lichte baan op de armpennen onderscheidt hem van de glanskop. De ondersoort in Groot-Brittannië is licht okerkleurig van onder, die in West-Europa op het continent (P. m. rhenanus) - die ook in Nederland voorkomt - is iets lichter van onderen. De Scandinavische ondersoort is het lichtste van onder en heeft een zuiver zwarte kopkap met contrasterende witte wangen. Tussen de matkop en de glanskop is een groot verschil in zowel roep als zang. Veelgehoord is de kenmerkende, zeurende roep "tji-hèè-hèè-hèè".

## Levenswijze
Matkoppen broeden in vochtige bossen. Het zijn holenbroeders, ze nestelen in verrot en zacht hout waarin ze zelf een hol uithakken.
In het voorjaar en vroege zomer bestaat het voedsel vooral uit insecten, insectenlarven, spinnen en andere kleine diertjes. Vanaf de late nazomer staan er ook zaden op het menu. Gebruikt soms door spechten begonnen nestgaten en bouwt die zelf uit, als het hout maar heel zacht of rottend is.

## Voortplanting
Het nest bevindt zich in vermolmde boomstammen of nestkastjes. Het legsel bestaat uit zes tot negen witte eieren met bruine vlekjes, die in 13 dagen worden uitgebroed door het vrouwtje. Het mannetje helpt wel mee om de jongen te verzorgen. Er wordt slechts eenmaal per jaar gebroed.

## Ondersoorten
De soort telt 14 ondersoorten:
- P. m. kleinschmidti: Brittannië.

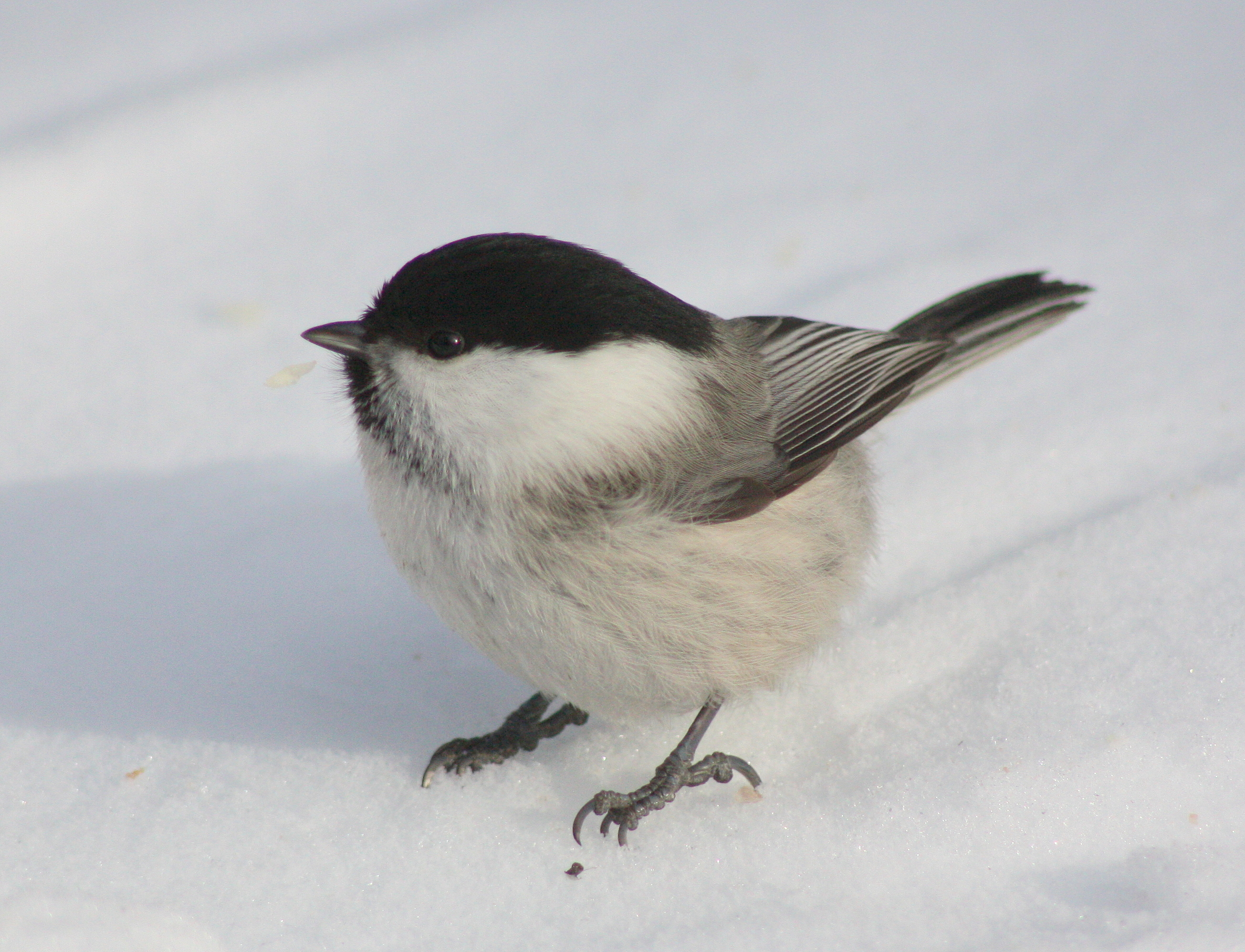
Matkop (P. m. borealis) in Finland

- P. m. rhenanus: van noordwestelijk Frankrijk tot westelijk Duitsland, noordelijk Zwitserland en noordelijk Italië.
- P. m. montanus: van zuidoostelijk Frankrijk tot Roemenië, Bulgarije en Griekenland.
- P. m. salicarius: van Duitsland en westelijk Polen tot noordoostelijk Zwitserland en Oostenrijk.
- P. m. borealis: van Scandinavië tot Oekraïne.
- P. m. uralensis: zuidoostelijk Europees Rusland, westelijk Siberië en Kazachstan.
- P. m. baicalensis: het oostelijke deel van Centraal-en oostelijk Siberië, noordelijk Mongolië, noordelijk China en noordelijk Korea.
- P. m. anadyrensis: noordoostelijk Siberië.
- P. m. kamtschatkensis: Kamtsjatka en de noordelijke Koerilen.
- P. m. sachalinensis: Sachalin en de zuidelijke Koerilen.
- P. m. restrictus: Japan.
- P. m. songarus: van zuidoostelijk Kazachstan tot Kirgizië en noordwestelijk China.
- P. m. affinis: het noordelijke deel van Centraal-China.
- P. m. stoetzneri: noordoostelijk China.

## Verspreiding en status in Nederland en Vlaanderen
De matkop is een standvogel die voorkomt in Noord-, West- en Midden-Europa, waaronder Nederland en België. Volgens SOVON daalt het aantal broedparen vanaf 1980 significant en broedden er in de periode 2018-2020 nog ongeveer 7500-12.000 paar in Nederland. Daarom staat de soort als gevoelig op de Nederlandse Rode Lijst. De matkop staat ook op de Vlaamse Rode Lijst, als kwetsbaar.
Op de internationale Rode Lijst van de IUCN staat hij nog als niet bedreigd.